# Meltdown, terreur à Hong Kong
Pour plus de détails, voir Fiche technique et Distribution.
Meltdown, terreur à Hong Kong (鼠膽龍威, Shu dan long wei) est un film hongkongais réalisé par Wong Jing et sorti en 1995.

## Synopsis
Kit Li était autrefois un flic chargé d'arrêter un dangereux terroriste et lorsque celui-ci cause la mort de sa famille, il change de boulot. Il est maintenant le garde du corps et doublure cascades de Frankie, la star n°1 du cinéma d'action asiatique. Mais quand un groupe de terroristes prennent en otage un immeuble entier dont le chef est celui qui a causé la mort des proches de Kit, Frankie devra surmonter sa peur afin d'aider du mieux que possible son garde du corps pour les éliminer.

## Fiche technique
- Titre français : Meltdown, terreur à Hong Kong
- Titre anglais : Meltdown
- Titre original : 鼠膽龍威 (Shu dan long wei)
- Réalisation : Wong Jing
- Scénario : Wong Jing
- Producteur : Wong Jing
- Musique : Richard Yuen, Jussi Tegelman
- Photographie : Tom Lau
- Montage : Angie Lam
- Société de production : Upland Films Corporation Limited
- Pays de production :  Hong Kong
- Genre : arts martiaux, comédie
- Durée : 101 minutes
- Date de sortie :
  - Hong Kong : 12 juillet 1995

## Distribution
- Jet Li (VF : Laurent Chauvet) : Kit Li
- Jacky Cheung (VF : Frédéric Meaux) : Frankie Lone
- Chingmy Yau (VF : Lydia Cherton) : Helen
- Charlie Yeung (VF : Fanny Roy) : Joyce
- Chung-Hsien Yang (VF : Thierry Janssen) : l'inspecteur Chow Kam
- Kelvin Wong (VF : Nessym Guetat) : le docteur / David Wang
- Valerie Chow (en) (VF : Catherine Conet) : Fai-Fai
- Billy Chow (VF : Jean-Marc Delhausse) : Kong
- Wu Ma (VF : Daniel Dury) : le père de Frankie
- Charlie Cho : Charlie
- Ben Lam (VF : Bruno Mullenaerts) : Rabbit
- Corey Yuen (VF : Jean-Paul Clerbois) : Wai